# 2019 대한민국 과학축제
2019 대한민국 과학축제(영어: 2019 Korea Science Festival)는 대한민국 서울에서 2019년 4월 19일부터 23일까지 열린 과학 축제이다. 과학기술정보통신부가 주최하였고, 한국과학창의재단과 국가과학기술연구회가 주관하였다.

## 배경
1997년부터 2018년까지 실내에서 컨벤션 형태로 열리던 '대한민국 과학창의축전'을 2019년 4월 '과학의 달' 행사와 통합해 '야외 도심형 과학문화축제'로 개편하였다. '과학기술이 만들어갈 미래를 공유, 과학 이슈를 주제로 대중과 소통, 인문 · 예술 등 다양한 분야가 융합하는 종합 과학축전 개최를 통해 친과학적 사회분위기 조성'이라는 목적을 지닌 이 행사는 '과학의 봄, 도심을 꽃피우다'라는 주제로 이루어졌다. 19일 경복궁 내의 흥례문 광장에서 전야제가 열렸으며, 이 자리에는 이공주 대통령비서실 과학기술보좌관이 참여해 문재인 대통령의 축사를 대독하였다.

## 세부 사항
정부출연연구기관, 기업, 공공기관 등 65개 기관이 마련한 155개 프로그램이 청계천 인근의 4개의 지역에서 각기 다른 주제로 준비되었다. 대부분의 프로그램은 누구나 무료로 참여할 수 있었고, 과학 강연 · 연극 · SF영화제 등 일부 프로그램은 사전 예약을 받아 진행했다. '과학기술광장'으로 꾸며진 서울마당에서는 정부출연연구기관들과 4개의 과학기술원의 과학기술 성과를 확인하고 체험하는 장소로 만들어졌다.  '과학문화공원'으로 꾸며진 보신각공원에서는 과학커뮤니케이터들의 사이언스 버스킹과 과학 강연, SF 영화제, 과학도서전, 과학융합 전시, 과학 연극이 진행되었다. '과학문화산업밸리'로 꾸며진 세운상가 일대에서는 우수 과학문화 상품 전시, 과학교구 체험, 과학기술 창작 활동이 이루어졌다. 동대문디자인플라자의 디자인거리에 꾸며진 '과학체험마당'에서는 5개의 국립과학관과 한국과학창의재단의 체험 프로그램이 진행되었다.

## 결과
한국과학창의재단은 5일간의 행사에 32만여 명의 관람객이 방문한 것으로 추산하였다.

## 같이 보기
- 과학의 날
- 한국의 과학기술